# تشارلز دي كاتيلايير
تشارلز دي كاتيلايير (مواليد 10 مارس 2001) هو لاعب كرة قدم بلجيكي يلعب في مركز الوسط الهجومي مع نادي أتالانتا في الدوري الإيطالي على سبيل الإعارة من نادي إيه سي ميلان ويلعب مع المنتخب البلجيكي.

## روابط خارجية
- تشارلز دي كاتيلايير على موقع الاتحاد الأوربي (الإنجليزية)
- تشارلز دي كاتيلايير على موقع الاتحاد البلجيكي (الإنجليزية)
- تشارلز دي كاتيلايير على موقع إي إس بي إن إف سي (الإنجليزية)
- تشارلز دي كاتيلايير على موقع قاعدة بيانات كرة القدم.إي يو (الإنجليزية)
- تشارلز دي كاتيلايير على موقع ليكيب (الفرنسية)
- تشارلز دي كاتيلايير على موقع ناشيونال فوتبول تيمز (الإنجليزية)
- تشارلز دي كاتيلايير على موقع Soccerbase.com (لاعب) (الإنجليزية)
- تشارلز دي كاتيلايير على موقع Soccerway.com (الإنجليزية)
- تشارلز دي كاتيلايير على موقع عالم كرة القدم.نت (الإنجليزية)